# Brigitte Bierlein
Brigitte Bierlein (Viena, Ocupación aliada de Austria, 25 de junio de 1949-Viena, 3 de junio de 2024) fue una jurista y política austriaca. Fue la defensora principal de la oficina del procurador general –en esencia, el jefe de los fiscales del país– entre 1990 a 2002, e integrante de la junta ejecutiva Asociación Internacional de Procuradores (2001-2003). En 2003, Bierlein fue miembro de la Corte Constitucional. Desde enero de 2018, se ha desempeñado como presidenta de la corte, la primera mujer en alcanzar el cargo.

## Biografía
Brigitte Bierlein nació el 25 de junio de 1949 en Viena. Su padre fue empleado público. Su madre, con formación artística, fue ama de casa. Estudió en el Gymnasium Kundmanngasse, de donde se graduó en 1967.
Tras el caso Ibiza, el presidente Alexander Van der Bellen nombró a Bierlein canciller el 30 de mayo de 2019, después de la moción de censura que desplazó al gobierno de Sebastian Kurz. Fue la primera mujer en ocupar el cargo en Austria y permaneció en él hasta que Sebastian Kurz formó un nuevo gobierno de coalición luego de las elecciones de 2019.